# Рогава, Вильям Кахаберович
Вильям Кахаберович Рогава (род. 25 января 2003) — российский футболист, защитник клуба «Ростов».
В связи со вспышкой коронавирусной инфекции в «Ростове» 19 июня 2020 года был заявлен на матч премьер-лиги против «Сочи», в котором вышел на поле в стартовом составе.